# Illes Elàfites
Les illes Elàfites (en croat, Elafitski otoci o, simplement, Elafiti) és un petit arxipèlag de la costa croata, amb una superfície aproximada de 30 quilòmetres quadrats. Rep aquest nom perquè en l'antiguitat era poblada per cérvols (en grec, elaphos).
Van pertànyer a l'Imperi Romà d'Orient fins vers el 1080. Els venecians els van donar els noms de Giupan (avui Sipan), Ruda, Messo (Copud), Calamotta (avui Kolocep), i Grebini. Foren la part més valuosa econòmicament del territori de la República de Ragusa a la que van ser incorporades el 1080.